# Rhacochelifer disjunctus
Espèce
Synonymes
- Chelifer disjunctus L. Koch, 1873

Rhacochelifer disjunctus est une espèce de pseudoscorpions de la famille des Cheliferidae.

## Distribution
Cette espèce se rencontre en France, en Italie, en Espagne, au Portugal, au Maroc et en Azerbaïdjan.

## Publication originale
- L. Koch, 1873 : Uebersichtliche Dartstellung der Europäischen Chernetiden (Pseudoscorpione). Bauer und Raspe, Nürnberg, p. 1-68 (texte intégral).